# 亞歷山大 (愛荷華州)
亞歷山大是美国艾奥瓦州富蘭克林縣下轄的一个城市。2010年人口统计为175人。